# Platygaster tacita
Platygaster tacita är en stekelart som beskrevs av Fouts 1925. Platygaster tacita ingår i släktet Platygaster och familjen gallmyggesteklar. Inga underarter finns listade i Catalogue of Life.